# Sungai Aro
Sungai Aro is een bestuurslaag in het regentschap Tebo van de provincie Jambi, Indonesië. Sungai Aro telt 1367 inwoners (volkstelling 2010).